# 이가국

이가 국

이가국(일본어: 伊賀国 이가노쿠니[*])은 도카이도에 위치한 일본의 옛 구니이다. 미에현 서부 우에노 분지 일대로, 현재의 미에 현 이가시와 나바리시에 해당한다. 이슈(伊州)라고도 한다. 닌자로 유명하다.

## 군
- 아하이군(일본어판)(阿拝郡)
- 야마다 군 (이가 국)(일본어판)山田郡)
- 이가군(일본어판)(伊賀郡)
- 나바리군(일본어판)(名張郡)

## 같이 보기
- 이가류